# Ciclopentà
El ciclopentà és un hidrocarbur (compost químic format únicament per carboni i hidrogen) del grup dels hidrocarburs cíclics, que pertany a la categoria dels cicloalcans (hidrocarbur saturat, és a dir, que el tipus d'enllaç químic entre carboni i carboni és simple). La seva massa molecular és 70.
Respon a la fórmula química C₅H10. També se'l pot representar amb un pentàgon, en el qual cada vèrtex representa un carboni i els 10 hidrògens (dos a cada carboni).

## General
- Fórmula molecular: C₅H10

### Identificadors
- Nombre CAS: 287-92-3
- Nombre RTECS: GY2390000

### Propietats físiques
- Estat d'agregació: Líquid
- Aparença Líquid: Incolor
- Densitat: 751 kg/m³; 0,751 g/cm³
- Massa molar: 70,1 g/mol
- Punt de fusió: 322 K (48,85 °C)

### Propietats químiques
- Acidesa (pKa): ~ 45
- Solubilitat en aigua: n / d

### Compostos relacionats
- Compostos relacionats:
  - Ciclopropà
  - Ciclobutà
  - Ciclohexà
  - Cicloheptà

Valors en el SI i en condicions normals
(0 °C i 1 atm), excepte quan s'indica el contrari.